# هوانغ مين هيون
هوانغ مين هيون (هانغول: 황민현، من مواليد 9 أغسطس 1995)، المعروف باسم مينهيون، هو مغني وكاتب أغاني كوري جنوبي. ظهر لأول مرة عام 2012 كصوت رئيسي لفرقة الفتيان نيوست. أشتهر بفوزه في المركز التاسع في سلسلة إنتاج 101 الموسم 2َ وبهذا أصبح عضوا في فرقة واناون.

## مسار مهني

### قبل-الظهور
تم اكتشاف موهبة مينهيون وأصبح متدربا في بليديس إنترتينمينت. قبل ظهورة لأول مرة كان مشهورا بظهوره في فيديو كليب «شانغهاي رومانس» ألخاص بفرقة اورانج كاراميل. وقد صنع ظهورا أخر كجزء من مشروعِ بليديس بويز.

### نيوست: 2012 - 2016
في الخامس عشر من شهر مارس، 2012. ترسمَ مينهيون كعضو فرقة نيوست. 
كما ظهر عام في عرض أزياء «بيغ بارك» أسبوع الموضة في سيول للمصمم بارك يون سو.
في عام 2015، شاركَ مينهيون في أغنية ألفنان فروم، «أفتيرماث». في عام 2016، أصدرت بليديس إنتيرتينمنت الفيديو الموسيقي الخاص لمينهيون وجي أر «دايبريك»، الذي هو جزء من الألبوم ألمصغر الخامس «كانفاس».

### 2017 - الوقت الحاضر: إنتاج 101وواناون
في عام 2017، توقفت جميع نشاطات نيوست في حين شاركَ كل من جي ار، بايكهو، مينهيون، ورين في الموسم الثاني من سلسلة إنتاج101. 1
في الحلقة الثالثة من البرنامج، اختار مينهيون أعضاء ل فريق «سوري سوري» الثاني، ولذا لقب بالمنتج من قبل مستخدمين الإنترنت. في تحدي «اختيار الموضع»، أدى مينهيون أغنية فرقةِ I.O.I  «داوندريب» وبلغ عدد مشاهدات ألفيديو الخاص به مليون في غضون ثلاثة أيام. في تحدي «المفاهيم»، كان مينهيون مركز (سينتر) فريق «نيفير»، الذي إرتفع إلى الرقم واحد في المخططات الموسيقى. في نهاية البرنامج، إحتل المركز التاسع، ليصبح واحدا من الأحدا عشر عضوا النهائي من واناون. وفقا لقانون البرنامج، لن ينضم إلى نشاطاتِ فرقته الاصلية نيوست حتى إنهاء عقدِ واناون في ديسمبر 2018.

## الحياة الشخصية
لدى مينهيون حساسية من الملح، حتى أنه لديه تحسس من عرقهِ الخاص والذي يؤدي إلى ظهور طفح جلدي. منيهيون من أحد معجبين فرقة تي في أكس كيو، وخاصة كيم جونسو، الذي كان مصدر إلهام له ليصبح مغنياً مثلهم.

## ديسكغرفي

### تأليف الأغاني
رابطة كوريا لحقوق التأليف والنشر الموسيقي لديها ستة أغاني المدرجة تحت اسم هوانغ مينهيون. 

| السنة | الفنان | الألبوم | الاغنية                                       | المقطع                       | ملاحظات                                 |
| 2016  | نيوست  | Canvas  | "사실 말야"                                   | كلمات الاغنية                | كلمات مع جي ار وبيكهو الموسيقى مع بيكو  |
| 2016  | نيوست  | Canvas  | "Daybreak"                                    | كلمات الاغنية                | كلمات مع جي ار وحدة مسار جي ار ومينهيون |
| 2016  | نيوست  | Canvas  | "R.L.T.L (Real Love True Love) (One Morning)" | كلمات الاغنية                | كلمات مع جي ار وبيكهو                   |
| 2016  | نيوست  | Canvas  | "Love Paint"                                  | كلمات الاغنية                | شارك جميع أعضاء نيوست في كتابة كلمات    |
| 2016  | نيوست  | Canvas  | "Thank You (Evening by Evening)"              | كلمات الاغنية انتاج الموسيقى |                                         |
| 2016  | نيوست  | Canvas  | "Look (A Starlight Night)"                    | كلمات الاغنية                | كلمات مع جي ار وبيكهو الموسيقى مع بيكو  |

### ظهور صوتي
| العنوان                                                                          | السنة | ألتصنيف في المخططات | البيع          | الألبومات                     |
| العنوان                                                                          | السنة | KOR                 | البيع          | الألبومات                     |
| -------------------------------------------------------------------------------- | ----- | ------------------- | -------------- | ----------------------------- |
| "Love Letter" (سون دام بي & أفتر سكول (فرقة) feat. Ara, Hyelim, Minhyun, Baekho) | 2011  | —                   | —              | Happy Pledis 2nd Album        |
| "Aftermath" (후유증) (FROMM feat. Minhyun)                                       | 2015  | —                   | —              | قالب:Non-album single         |
| "Overcome Acoustic ver." (Minhyun and سفنتين)                                    | 2016  | —                   | —              | Special Rendition - Q Project |
| "Never" (Nation's Son)                                                           | 2017  | 2                   | - KOR: 342,326 | 35 Boys 5 Concepts            |
| "Hands on Me"                                                                    | 2017  | 11                  | - KOR: 127,485 | Produce 101 – Final           |
| "Always" (이 자리에)                                                             | 2017  | 17                  | - KOR: 127,978 | Produce 101 – Final           |

## تلفزيون

### أفلام
| العنوان        | السنة | الدور       | ملاحظات جانبية |
| -------------- | ----- | ----------- | -------------- |
| Their Distance | 2016  | سانغ سو نام | دور مساعد      |

### مسلسلات تلفزيونية
| عام       | العنوان             | الدور       | قناة البث      | الملاحظات               |
| --------- | ------------------- | ----------- | -------------- | ----------------------- |
| 2013–2014 | Reckless Family 3   | نفسه        | ام بي سي ايفري | مسرحية هزلية: دور رئيسي |
| 2020–2021 | live On             | كوك أون تيك | جاي تي بي سي   | 8 حلقات                 |
| 2021      | خيمياء الأرواح      | سيول يول    | تي في ان       | موسمين                  |
| 2022      | أكاذيب لا طائل منها | كيم دو ها   | تي في ان       |                         |

### مسلسلات ويب
| عام  | عنوان          | الدور      | الشبكة | المراجع       |
| ---- | -------------- | ---------- | ------ | ------------- |
| 2025 | مجموعة الدراسة | يون جا مين | تيفينج | [ 23 ] [ 24 ] |

### برنامج تلفزيوني
| العنوان            | السنة | الشبكة | الدور  | ملاحظات                            |
| ------------------ | ----- | ------ | ------ | ---------------------------------- |
| إنتاج 101 الموسم 2 | 2017  | Mnet   | متسابق | برنامج بقاء الذي يحدد أعضاء واناون |

## روابط خارجية
- هوانغ مين هيون على موقع IMDb (الإنجليزية)
- هوانغ مين هيون على موقع ميوزك برينز (الإنجليزية)
- هوانغ مين هيون على موقع ديسكوغز (الإنجليزية)
- هوانغ مين هيون على موقع قاعدة بيانات الفيلم (الإنجليزية)
- هوانغ مين هيون على إنستغرام